# Сладкая жизнь (телесериал)
«Сла́дкая жизнь» — российский драматический телесериал. Пилотное название сериала — «Наша Саша».
Премьера состоялась на видеосервисе «Амедиатека», где 15 мая 2014 года были выложены все 6 серий первого сезона без цензуры.
Производитель — компания «Good Story Media».
Телевизионный показ сериала прошёл на канале ТНТ с купюрами со 2 по 10 июня 2014 года в 22:00. Версия без цензуры[уточнить] была впервые показана на канале ТНТ с 16 по 20 июня 2014 года в 00:30.
Премьера второго сезона сериала с купюрами прошла в эфире канала ТНТ с 25 мая по 4 июня 2015 года в 22:00. Сезон состоит из 8 новых серий. Версия второго сезона «Сладкой жизни» без цензуры[уточнить] была показана в ночном эфире канала ТНТ с 8 по 18 июня 2015 года в 01:00.
31 мая 2015 года сериал был продлён на третий сезон, который состоит из 7 новых серий. Съёмки прошли с 16 июня 2015 года по 9 мая 2016 года. Премьера с купюрами состоялась на канале ТНТ 23 мая 2016 года. Заключительная серия вышла в эфир 1 июня. Версия третьего сезона без цензуры[уточнить] была показана в ночном эфире с 6 по 16 июня в 01:00.
В 2022 году было объявлено о создании продолжения сериала — «Сладкая жизнь: 10 лет спустя», но в 2024 году съемки были отменены.

## Сюжет
Мать-одиночка из Перми волею судьбы оказывается в столице России, где вносит значительные перемены в устоявшуюся жизнь шестерых успешных 30-летних москвичей.
Жизнь всех героев сериала меняется на 180 градусов.

## Персонажи

### В главных ролях
| Актёр              | Роль |
| ------------------ | --- |
| Марта Носова       | Главная героиня сериала Саша Симонова В прошлом профессиональная балерина, выпускница Московской хореографической школы, мать-одиночка, живущая с дочерью в Перми и преподающая танец в местной секции для детей. В начале сериала едет в Москву из-за конфликта с участием сына губернатора. |
| Антон Денисенко    | Марк Анатольевич жених Юли (1 сезон), влюблён в Сашу (1 сезон). В начале сериала - сотрудник отца Юли. |
| Лукерья Ильяшенко  | Валерия (Лера) Михайловна Матвеева подруга Саши, тоже в прошлом балерина, любовница Вадима (1 сезон), тренер по йоге (1 и 3 сезоны), любовница Тиграна (2 сезон), жена дяди Толи (3 сезон) |
| Роман Маякин       | Вадим (Вадик) Анатольевич Максимов муж Наташи, папа Вовы и Мити, любовник Леры (1 сезон), чиновник из Мосгордумы в 1-2 сезонах. В начале 3 сезона выходит из тюрьмы, безработный. |
| Мария Шумакова     | Наталья (Наташа) Викторовна жена Вадима, мама Вовы и Мити, подруга Юли, домохозяйка, занимается у Леры йогой. |
| Анастасия Меськова | Юля невеста Марка (1 сезон), подруга Наташи и Леры, в прошлом - возлюбленная Тиграна. Дочь богатых родителей, отец - владелец торгового центра. |
| Никита Панфилов    | Игорь Андреевич друг Вадима и Наташи, влюблён в Сашу, девелопер, владелец ночного клуба. |

### В ролях
| Актёр                                            | Роль |
| ------------------------------------------------ | --- |
| Эдуард Мацаберидзе                               | Тигран 32 года, парень Юли, пластический хирург, армянин |
| Артур Бичахчян                                   | Ашот Гургенович отец Юли, владелец торгово-развлекательного центра, армянин (1 и 3 сезоны) |
| Анжелика Морозова                                | Айкуш мама Юли, армянка (1 и 3 сезоны) |
| Николай Цонку                                    | Юра Фёдоров 26 лет, бывший парень Саши, биологический отец Динки, занимается организацией праздников и корпоративов (1 и 2 сезоны)                                                                   |
| Анатолий Горячев                                 | Анатолий Степанович Лебедев (дядя Толя) 57 лет, дядя Марка, вдовец, генерал МВД в отставке, занимается распределением министерского имущества, влюблён в Леру (с 7-й серии), с 16-й серии — муж Леры |
| Данила Дунаев                                    | Роман Сергеевич 32 года, начальник Марка, владелец архитектурного бюро, бывший муж Кати, гей (с 7-й серии)                                                                                           |
| Дарья Белоусова                                  | Евгения Мишина 33 года, однокурсница и подруга Вадика и Игоря, руководитель высшего звена, владелица молокозавода, влюблена в Игоря (с 7-й серии)                                                    |
| Нина Гусева                                      | Ксюша секретарь Романа, влюблена в Марка (с 7-й серии) |
| Сергей Юшкевич                                   | Сергей 46 лет, поклонник Наташи с сайта знакомств, мануальный терапевт (с 8-й серии) |
| Ольга Медынич                                    | София жена Вовы, мама Насти, соседка Вадика и Наташи (с 15-й серии) |
| Александр Робак                                  | Владимир (Вова) Андреевич Орлов муж Софии, отец Насти, сосед Вадика и Наташи, золотодобытчик из Якутска (с 15-й серии)                                                                               |
| Алексей Варущенко                                | Артур адвокат, влюблён в Мишину (с 15-й серии) |
| Николь Спиридонова                               | Динка дочь Саши и Юры (1-2 сезоны) |
| Анастасия Клюева                                 | Лиля танцовщица, влюблена в Игоря |
| Дмитрий Ланской                                  | Андрей парень Саши в Перми, владелец заправки (1-2 сезоны) |
| Павел Слепухов                                   | Вова сын Наташи и Вадима (1 сезон) |
| Валерий Шумский                                  | Митя сын Наташи и Вадима (1 сезон) |
| Антон Батырев                                    | Витя стриптизёр-психолог (1 сезон) |
| Егор Долгополов                                  | сын губернатора (1 сезон) |
| Денис Давыдов                                    | Вася охотник за головами (1 сезон) |
| Тамерлан Коченов                                 | Сергей охотник за головами (1 сезон) |
| Владимир Селиванов (Вован из «Реальных пацанов») | камео (8-я, 9-я и 14-я серии) |

## Саундтрек
| Исполнитель                                                                                | Название композиции                | Серии         |
| ------------------------------------------------------------------------------------------ | ---------------------------------- | ------------- |
| IOWA                                                                                       | Песня простая                      | 1             |
| IOWA                                                                                       | Улыбайся                           | 4             |
| Marc Williams                                                                              | Adrenaline Rush                    | 1             |
| Группа «Triangle Sun»                                                                      | Stay                               | 1             |
| Группа «Чика из Перми»                                                                     | Я каждый день бухаю                | 1             |
| Werner Tautz                                                                               | Padiddle Skiddle                   | 1             |
| Christian Mondstein                                                                        | Hostess With The Mostest           | 1             |
| Dudas / Hart                                                                               | Say You Know                       | 1             |
| Dudas / Hart                                                                               | Candles On The Cake                | 1             |
| Dudas / Hart                                                                               | YOU CAN COME BACK                  | 5             |
| The Jivers                                                                                 | Plasma Colada                      | 1             |
| Дмитрий Ланской                                                                            | Ситар                              | 1             |
| Дмитрий Ланской                                                                            | Салон пиано                        | 5             |
| Нюша                                                                                       | Воспоминание                       | 1             |
| Kenny Wemer                                                                                | The Traveler                       | 1             |
| Kenny Wemer                                                                                | BEATNIK SHUFFLE                    | 5             |
| Blues Saraceno                                                                             | Ruff Love                          | 1             |
| Spank                                                                                      | My Own Words                       | 1, 6          |
| Spank                                                                                      | My Body (Explicit)                 | 2             |
| Spank                                                                                      | 2 Gangsta 4 TV (Explicit)          | 3             |
| Spank                                                                                      | DO IT (Explicit)                   | 6             |
| Иван Дорн                                                                                  | Северное сияние                    | 1             |
| Иван Дорн                                                                                  | Бигуди (Slider and Magnit Remix)   | 1             |
| Иван Дорн                                                                                  | Стыцамэн                           | 3             |
| Lee / Daniels                                                                              | Sweet Sugar Chile                  | 1             |
| Dolph Taylor / Mia Bojanic / Triniti Bhaguandas                                            | Turn Me On                         | 2, 4          |
| B. Dastardly                                                                               | Music Please                       | 2, 3, 4, 5, 6 |
| Xzibit                                                                                     | Runway Walk                        | 2, 3          |
| Xzibit                                                                                     | WE CAKIN UP                        | 4             |
| Raphael Lake                                                                               | Holy Ciao                          | 2             |
| Raphael Lake                                                                               | FOLLOW ME                          | 6             |
| Elaine Faye                                                                                | Xs & Os                            | 2, 3          |
| Elaine Faye                                                                                | YOU KNOW                           | 4             |
| Elaine Faye                                                                                | JUST_WANT_YOU                      | 5             |
| Rachel Ann Weiss                                                                           | If I Wish                          | 2             |
| Rachel Ann Weiss                                                                           | Dear Love                          | 3             |
| Rachel Ann Weiss                                                                           | MAYBE                              | 5, 6          |
| Junkie XL                                                                                  | Boom Thinkin                       | 2             |
| Kevin Rislo / Waynne Nugent                                                                | Vampires                           | 2             |
| Альфредо Каталани                                                                          | Ebben? Ne Andrò Lontana            | 2             |
| Группа «Gorchitza»                                                                         | L.O.L. (Flashtronica radio mix)    | 2, 5          |
| Михаил Боярский                                                                            | Пора-порадуемся                    | 2, 3          |
| Cut One                                                                                    | Don’t Go                           | 2, 5          |
| Dust Devil                                                                                 | Pussycat Klub                      | 2             |
| Raphael Lake / Kevin McPherson                                                             | Beautiful Life                     | 2, 3, 5       |
| Pedro Dikan Castano Fonseca                                                                | CHA CHA UN DOS                     | 2             |
| Julien Davis / Marcus Spooner                                                              | Special                            | 3             |
| Lee Richardson / Tom Ford / Richard Macklin                                                | Neon World Order                   | 3             |
| Grinehouse / Chad Michael Smith                                                            | Crescent Moon                      | 3             |
| Эйми Манн                                                                                  | Wise Up                            | 3, 6          |
| Phoebe Markowitz Ogan / Phillip Cox / Bradley Allen Kozlowski / Don Walls / Jayson Sanchez | ACROSS THE SKY                     | 4             |
| Rupert Pope / Giles Palmer                                                                 | ONE OF A KIND                      | 4             |
| Amour / Carroll / Johnstone                                                                | Stress Sense                       | 4             |
| Руджеро Леонкавалло                                                                        | Recitar! Vesti La Giubba           | 4             |
| Группа «Ленинград»                                                                         | Рыба моей мечты                    | 4, 5          |
| Daniel Farrant / Paul Rawson                                                               | SHE GOT THE DEVIL                  | 5             |
| Kully B / Gussy G                                                                          | Boyz Klub                          | 5             |
| Jason Creasey (PRS)                                                                        | Dun N Dusted                       | 5             |
| Фредерик Шопен                                                                             | Ноктюрн Es-dur, Op. 9 № 2          | 5             |
| Пётр Чайковский                                                                            | Щелкунчик — Вальс цветов           | 5             |
| Феликс Мендельсон                                                                          | Сон в летнюю ночь — Свадебный марш | 5             |
| Pete Jacques                                                                               | SHAKE IT DON’T BREAK IT            | 5             |
| Лео Делиб                                                                                  | The Flower Duet                    | 6             |
| Stephen Emil Dudas / Mark G Hart                                                           | TICKET TO HAPPINESS                | 6             |
| Stephen Emil Dudas / Mark G Hart                                                           | MY BABY LOVES ME                   | 6             |
| Stephen Emil Dudas / Mark G Hart                                                           | IN MY DREAMS                       | 6             |
| Sly / Fly / Badman                                                                         | Drum And Lake                      | 6             |
| Robin Loxley / Wolfgang Black                                                              | IT’S NOT LOVE                      | 6             |
| Freebie & The Bean (PRS)                                                                   | Plastik Surgery                    | 6             |

## Рейтинги
- В рейтинге популярности видеосервиса «Амедиатека» «Сладкая жизнь» занимала второе место, уступая лишь первому сезону телесериала «Игра престолов». За первые две недели после размещения сериала на онлайн-сервисе его посмотрело почти 11 тысяч человек[6].
- В эфире канала ТНТ доля премьерного показа «Сладкой жизни» среди телезрителей от 18 до 30 лет составила 22,2 %, от 14 до 40 лет — 15,9 %. Столичные рейтинги не сильно опережали общероссийские, хотя герои сериала — представители московского среднего класса, а содержательно проект больше похож на драмы западных кабельных каналов. Для телевидения успешная премьера ТНТ стала подтверждением гипотезы, что спрос на сложные драмы существует, в то время как рынок остаётся ненасыщенным[7].

## Мнения о сериале
Сериал получил неоднозначные оценки телекритиков, а также звёзд кино и шоу-бизнеса.

«Тот редкий случай, когда ты чётко узнаёшь в сериале время — здесь и сейчас. В кои-то веки авторы пишут не для некоего неведомого телезрителя, а для тебя или человека, на тебя похожего»— Милослав Чемоданов, The Village

«Актёры играют довольно живо, да что там — они явно в сто раз живее своих коллег, снимающихся в большинстве русских сериалов!»— Ольга Шакина, Ведомости

«Сериал просто огонь»— Екатерина Львовна Хай

«Я вчера ночью начала смотреть, не могу оторваться от него. Это про жизнь. Жаль, только 6 серий»— Ксения Бородина

«Прекрасный сериал „Сладкая жизнь“, его снимают мои друзья. И я знал, что он будет успешным. Но по каким-то своим соображениям отказался там сниматься»— Виталий Гогунский

«Сериал „Сладкая жизнь“ о частной жизни молодых людей. Там есть и секс, и мат. Но всё органично и почти как в реальности»— Арина Бородина, колумнист Forbes

«Мне кажется, получился продукт, за который не стыдно, и которым можно гордиться»— Анна Сагалович

«Я смотрю сериал „Сладкая жизнь“, жду второй сезон»— Александр Незлобин

### Сравнение с другими фильмами и телесериалами
«В процессе просмотра „Сладкой жизни“ вспоминается провокационная картина режиссёров Натальи Меркуловой и Алексея Чупова „Интимные места“… Кое-кто заметит парафраз — сцена коитуса супругов в ванной на стиральной машинке (с механическим сообщением в финале: „Процесс быстрой стирки завершен“) похожа на сцену, которой начинается фильм Ларса фон Триера „Антихрист“. А финал последней, шестой серии (которая, кстати, переворачивает всё с ног на голову) схож с финалом „Ландыша серебристого“ Тиграна Кеосаяна»— Вера Цветкова, Независимая газета

«Сериал о любви с четырьмя главными героинями неизбежно сравниваешь с „Кратким курсом счастливой жизни“ и „Сексом в большом городе“, но в отличие от них „Сладкая жизнь“ не растянутый на 15—20 серий сезон, населённый десятками действующих лиц, а компактная история из шести эпизодов»— Фёдор Панфилов, Colta.ru

«Если на ТНТ пытались намекнуть на ремейк феллиниевской „Сладкой жизни“, то зря… „Краткий курс счастливой жизни“ Валерии Гай Германики рядом с нынешним изделием для ТНТ выглядит настоящим шедевром — с полнокровными персонажами, извилистыми сюжетными поворотами и живыми эмоциями. Всего этого в „Сладкой жизни“ нет. Зато претензия та же — понравиться „креативному классу“, попробовать попасть в его одинокий нерв. И сериал её проваливает с треском, отчаянно фальшивя и киксуя на каждом шагу. Здесь матерятся — но так ненатурально, что стоящий на страже закона „бип“ служит актёрам костылём, а не помехой. Здесь занимаются любовью, но прямо в одежде — не красиво и не ужасно, а просто скучно. Здесь даже показывают обнажённую натуру — но только по пояс и на четвёртом плане, который служит в данном случае заменой фиговому листу»— Алексей Крижевский и Дмитрий Черемнов, Газета.ru

## Факты
- «Сладкая жизнь» стал первым крупным российским телесериалом, премьера которого прошла в Интернете за 2 недели до показа на телевидении[8].
- Действие первого сезона сериала укладывается всего в 8 дней[9].
- Музыкальным и выпускающим продюсером сериала, автором двух музыкальных композиций, а также исполнителем роли бывшего парня главной героини из города Перми выступил экс-солист группы «Премьер-министр» Дмитрий Ланской[10].
- Актриса Марта Носова — профессиональная танцовщица и финалист проекта «Танцы без правил» на ТНТ[11].
- Ради участия в «Сладкой жизни» актриса Мария Шумакова специально поправилась на 15 кг, а затем сбросила их уже через 3 месяца после окончания съёмок благодаря ежедневным занятиям бикрам-йогой[12][13].
- Большая часть сериала снималась в Риге, столице Латвии[14]
- Платный видеосервис Amediateka купил права на сериал, и 15 мая 2014 года все 6 серий первого сезона, без цензуры, были выложены на сервисе. Сумму сделки стороны не раскрывали[15].